# Eleidlinottine
Eleidlinottine /´people of the fork`/, jedno od plemena iz skupine Slavey Indijanaca, sjeverna skupina porodice athapaskan, čiji je dom bio na mjestu gdje se sastaju rijeke Liard i Mackenzie u Kanadi, pa sve prema jezerima La Martre, Grandin i Taché.